# Костогризівська сільська рада (Олешківський район)
Костогри́зівська сільська́ ра́да — адміністративно-територіальна одиниця та орган місцевого самоврядування в Олешківському районі Херсонської області. Адміністративний центр — село Костогризове.

## Загальні відомості
- Територія ради: 97,395 км²
- Населення ради: 2 072 особи (станом на 2001 рік)

## Населені пункти
Сільській раді були підпорядковані населені пункти:
- с. Костогризове
- с. Поди

## Склад ради
Рада складалася з 14 депутатів та голови.
- Голова ради: Стаднік Олександр Миколайович
- Секретар ради: Шешеня Наталя Валеріївна

### Керівний склад попередніх скликань
| Прізвище, ім'я, по батькові      | Основні відомості                                                                          | Дата обрання | Дата звільнення |
| -------------------------------- | ------------------------------------------------------------------------------------------ | ------------ | --------------- |
| Євтушенко Геннадій Олександрович | Сільський голова, 1951 року народження                                                     | 26.03.2006   | 07.07.2008      |
| Суптеля Ірина Василівна          | Сільський голова, 1969 року народження, член Партії регіонів                               | 30.11.2008   | 31.10.2010      |
| Євтушенко Геннадій Олександрович | Сільський голова, 1951 року народження, освіта вища, член політичної партії «Наша Україна» | 31.10.2010   | 03.11.2015      |
| Стаднік Олександр Миколайович    | Сільський голова, 1964 року народження, освіта вища                                        | 03.11.2015   |                 |

Примітка: таблиця складена за даними сайту Верховної Ради України

### Депутати
За результатами місцевих виборів 2015
року депутатами ради стали:

#### За суб'єктами висування
| Суб'єкт висування | Кількість обраних депутатів | %    |
| ----------------- | --------------------------- | ---- |
| Партія регіонів   | -                           | 66,7 |
| Самовисування     | 14                          | 27,8 |
| Народна партія    | -                           | 5,6  |

#### За округами
| № округу        | Прізвище, ім'я, по батькові    | Дата визнання обраним | Освіта             | Партійна приналежність | Відомості про обраного депутата                                                    |
| --------------- | ------------------------------ | --------------------- | ------------------ | ---------------------- | ---------------------------------------------------------------------------------- |
| Народна Партія  |                                |                       |                    |                        |                                                                                    |
| 16              | Тищенко Галина Віталіївна      | 08.11.2010            | вища               | позапартійна           | Костогризівське лісництво, лісничий                                                |
| Партія регіонів |                                |                       |                    |                        |                                                                                    |
| 1               | Паролова Людмила Олександрівна | 08.11.2010            | середня спеціальна | член Партії регіонів   | Костогризівська загальноосвітня школа, вчитель                                     |
| 2               | Буліченко Анатолій Вікторович  | 08.11.2010            | середня            | член Партії регіонів   | ПП Буліченко                                                                       |
| 7               | Руденко Сергій Володимирович   | 08.11.2010            | середня            | член Партії регіонів   | Костогризівська сільська рада, громадський помічник дільничного інспектора міліції |
| 8               | Шелест Людмила Василівна       | 08.11.2010            | середня            | член Партії регіонів   | Костогризівський Будинок культури, керівник гуртка                                 |
| 9               | Філенко Олександр Вікторович   | 08.11.2010            | середня спеціальна | член Партії регіонів   | тимчасово не працює                                                                |
| 10              | Турчак Світлана Миколаївна     | 08.11.2010            | середня спеціальна | член Партії регіонів   | пенсіонер                                                                          |
| 11              | Кудінова Еліта Аксентіївна     | 08.11.2010            | середня спеціальна | член Партії регіонів   | тимчасово не працює                                                                |
| 12              | Шевченко Ігор Іванович         | 08.11.2010            | середня            | член Партії регіонів   | ПП Шевченко                                                                        |
| 14              | Бурдюг Юрій Андрійович         | 08.11.2010            | середня            | член Партії регіонів   | тимчасово не працює                                                                |
| 15              | Познякова Віра Пантеліївна     | 08.11.2010            | вища               | член Партії регіонів   | ПП Познякова                                                                       |
| 17              | Столярчук Володимир Васильович | 08.11.2010            | середня спеціальна | член Партії регіонів   | тимчасово не працює                                                                |
| 18              | Столярчук Олександр Васильович | 08.11.2010            | середня спеціальна | член Партії регіонів   | тимчасово не працює                                                                |
| Самовисування   |                                |                       |                    |                        |                                                                                    |
| 3               | Кінідра Ніна Аполінаріївна     | 08.11.2010            | середня спеціальна | позапартійна           | Костогризівський фельдшерсько-акушерський пункт, акушерка                          |
| 4               | Кутирєва Ірина Львівна         | 08.11.2010            | середня спеціальна | позапартійна           | Костогризівський фельдшерсько-акушерський пункт, завідувачка                       |
| 5               | Жилевська Євгенія Євгенівна    | 08.11.2010            | незакінчена вища   | позапартійна           | тимчасово не працює                                                                |
| 6               | Стаднік Олександр Миколайович  | 08.11.2010            | вища               | позапартійний          | тимчасово не працює                                                                |
| 13              | Шешеня Наталя Валеріївна       | 10.01.2011            | середня спеціальна | позапартійна           | Сільська рада, секретар виконкому                                                  |

## Населення
Згідно з переписом УРСР 1989 року чисельність наявного населення сільської ради становила 1961 особа, з яких 907 чоловіків та 1054 жінки.
За переписом населення України 2001 року в селі мешкали 2072 особи.

### Мова
Розподіл населення за рідною мовою за даними перепису 2001 року:
| Мова       | Відсоток |
| ---------- | -------- |
| українська | 89,82 %  |
| російська  | 9,12 %   |
| угорська   | 0,58 %   |
| молдовська | 0,24 %   |
| білоруська | 0,05 %   |
| болгарська | 0,05 %   |